# Thiago Rodrigues
Thiago Rodrigues (Río de Janeiro, 1 de septiembre de 1980), nacido Thiago Corrêa Lima de Azevedo Rodrigues, es un actor brasileño, habiendo iniciado su carrera en la televisión.

## Vida personal
Thiago Oliveira estuvo casado con la presentadora Cristiane Dias durante 10 años entre 2007 y 2017, la pareja protagonizó varias peleas. Thiago y Cris tuvieron un hijo, Gabriel. La pareja se separaron de 2012 a 2015, se reanudó en 2016.

## Filmografía

### Televisión
| Año     | Título                 | Papel                              | Nota(s)                |
| ------- | ---------------------- | ---------------------------------- | ---------------------- |
| 2002    | Malhação               | Elenco de apoyo                    | Participación          |
| 2004    | Começar de Novo        | Miguel Arcanjo                     | Participación          |
| 2005    | Malhação               | Bernardo Barreto                   | Protagonista           |
| 2006    | Páginas de la vida     | Léo (Leonardo Maia de Almeida)     | Co-antagonista         |
| 2007    | Eterna Magia           | Flávio Falcão                      | Coprotagonista         |
| 2008    | La favorita            | Cassiano Copola                    | Coprotagonista         |
| 2010    | Tiempos Modernos       | Zeca (José Carlos Pimenta)         | Protagonista           |
| 2011    | Insensato corazón      | Daniel                             | Participación Especial |
| 2012    | ¿Pelea o amor?         | Zenon da Silva                     | Coprotagonista         |
| 2013    | Más allá del horizonte | William Sampaio (Leonardo Aroeira) | Protagonista           |
| 2015    | Partes de mí           | Luis Thompson Viana                | Protagonista           |
| 2015    | Odeio Segundas         | João Guedes (Guedes)               |                        |
| 2016-17 | La cara del Padre      | Ricardo Lemos                      |                        |
| 2017    | Rock Story             | Tiago Lopes                        |                        |
| 2017    | Edifício Paraíso       | Rodrigo Veras                      |                        |
| 2018    | Valor da Vida          | Vasco Folque                       |                        |
| 2019    | Prisioneira            | Gustavo Tudela                     |                        |
| 2019    | Amor sin Igual         | Tobias Andrade Viana               | Villano Principal      |
| 2021    | Génesis                | Judá                               | Coprotagonista         |